# Cormoran des Kerguelen
Leucocarbo verrucosus
Espèce
Synonymes
- Phalacrocorax verrucosus

Le Cormoran des Kerguelen (Leucocarbo verrucosus) est une espèce d'oiseau de la famille des phalacrocoracidés, endémique des Îles Kerguelen.

## Étymologie

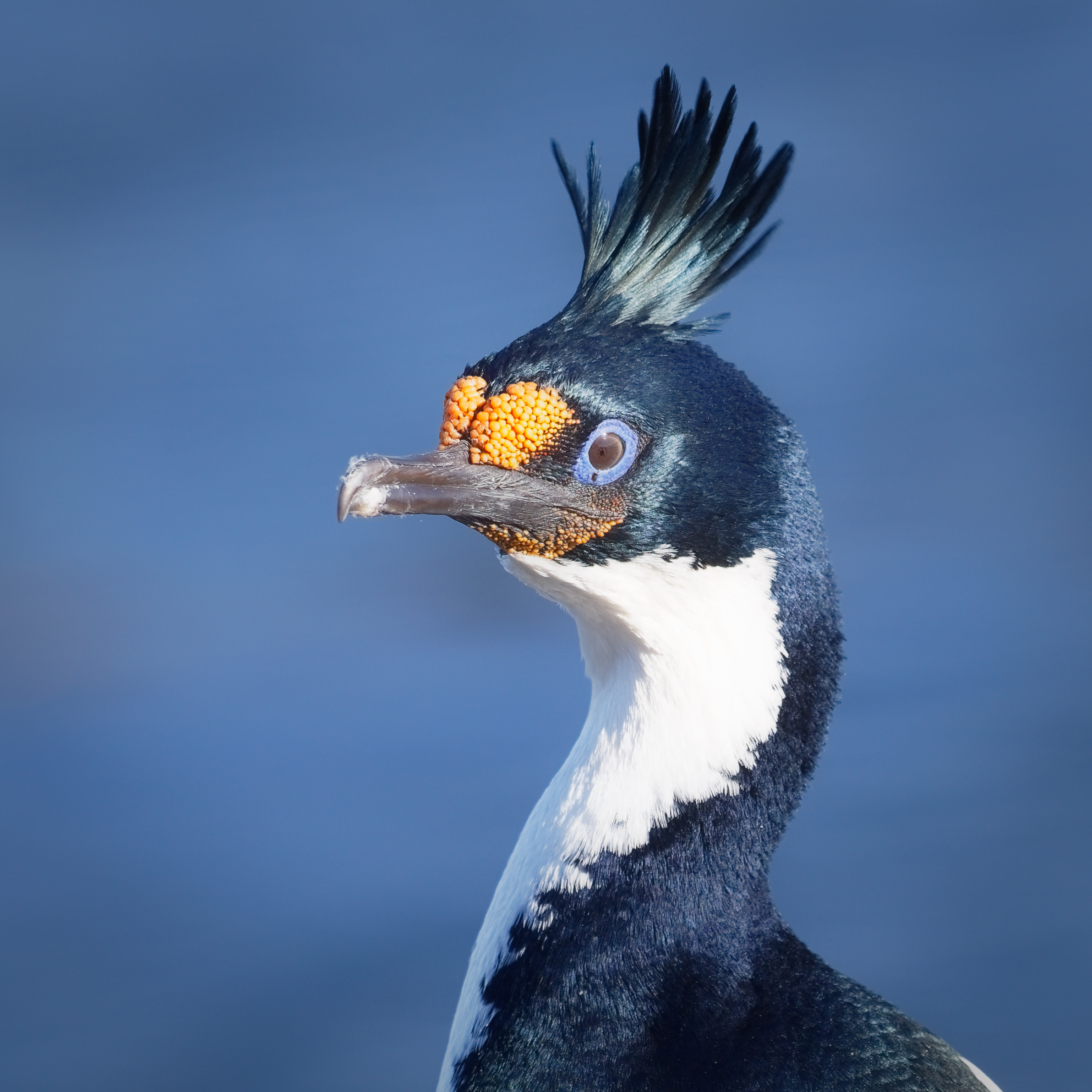
Tête de cormoran des Kerguelen.